# Castro de Hocincavero
El castro de Hocincavero, también conocido por Los Castillejos, es un castro celtibérico situado en el noreste de la provincia de Guadalajara, en el término municipal de Anguita, a la izquierda de la carretera que va desde Anguita a Santa María del Espino.

## Descripción
El castro ocupa la margen derecha del barranco formado por calizas triásicas que se elevan de dirección suroeste a noreste desde los 1100 m a los 1200 m en cuya altura máxima se encuentra el yacimiento. Localizado en un lugar de difícil acceso y uno de los más elevados de la zona, lo que permitiría una gran visibilidad, dominando tierras de aprovechamiento agrícola y la disposición de amplios pastos.
Su emplazamiento le otorga una configuración en pendiente, con el cortado del barranco al oeste y concentrando las defensas en los lados sur y este. El tamaño del castro es reducido no llegando a ocupar una hectárea, la zona habitada.

### Defensas
En el lado oeste aprovecha la pendiente del barranco como sistema defensivo, cerrando dos aberturas naturales mediante unos parapetos de piedra a base de mampuesto de tamaño mediano, trabado en seco. 

#### La muralla
Frente a la defensa natural, el resto del contorno está delimitado por una muralla, de la que se conservan algunos tramos realizados con sillares de gran tamaño, trabados en seco, aparecen alternando con las calizas algunos bloques de arenisca que no son corrientes en la zona.
La línea de la muralla, que comienza en curva, termina hacia el noroeste en un amontonamiento de piedras, con forma aproximadamente circular, que podría ser los restos de un torreón, que quizá estuviera adosado a la muralla, o que sea un simple engrosamiento de esta.

#### El foso
Paralelo al sector este de la muralla encontramos un foso, cortado en varios tramos y de ancho variable, máximo de 3,5 m.

#### Chevaux-de-frise

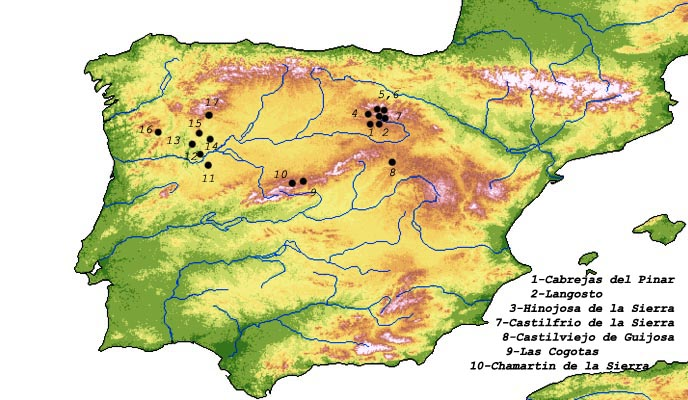
Castros con defensas de Chevaux-de-frise

En la zona noreste, la de más fácil acceso, encontramos piedras hincadas, Chevaux-de-frise, cuyo objetivo era dificultar el acercamiento a la muralla y al castro. Estas piedras, muy variables en tamaño y forma, se distribuyen de forma irregular por el terreno más amesetado, formando dos grupos separados por un pasillo de 3 a 5 metros hacia la muralla. 
El grupo de piedras hincadas que finaliza en el barranco, el más grande, tiene una anchura de unos 20 m y refuerza dos tramos de foso. El otro tramo, más reducido, de unos 15 m no refuerza ninguna parte del foso.
El castro de Hocincavero, hasta el momento, se configura junto con Castilviejo de Guijosa, como los dos únicos castros existentes al sur del Sistema Central, con estas peculiares defensas.